# Hrádek nad Nisou
Hrádek nad Nisou település Csehországban, Libereci járásban. Hrádek nad Nisou Zittau, Chrastava, Rynoltice, Chotyně, Bílý Kostel nad Nisou, Jablonné v Podještědí és Bogatynia településekkel határos. Lakosainak száma 7932 fő (2024. január 1.).

## Népesség
A település lakosságának változását az alábbi diagram mutatja:
| Lakosok száma | 7497 | 12 689 | 11 920 | 7492 | 7836 | 7493 | 7626 | 7722 | 7611 | 7932 |
|               | 1869 | 1900   | 1921   | 1961 | 1980 | 2011 | 2016 | 2019 | 2021 | 2024 |